# Liu Kezhuang
Liu Kezhuang (Wade-Giles : Liu K'o-chuang, 劉克莊, 1187–1269), est un poète et critique littéraire chinois de la dynastie Song.
Il est l'auteur de la première version de l’anthologie Poèmes des mille maîtres (Qianjiashi 千家詩). Dans les versions plus tardives de cette anthologie, deux de ses poèmes ont été ajoutés.
Liu est considéré comme le plus important membre du groupe de poètes connu sous le nom de « Rivières et Lacs » (chiang-hu chi). Ces poètes privilégiaient les sujets tirés de la vie quotidienne et rejetaient le langage raffiné.
Liu a occupé plusieurs postes subalternes dans l'administration.

## Éditions
- Houcun xiansheng da quanji (後村先生大全集) Baishidaoren shiji (白石道人詩集), Taibei Shi, Taiwan Shangwu yinshuguan, 1967[1] (Œuvres complètes de Monsieur Houcun, maître poète taoïste baishi, Taïpei, Taïwan, Shangwu Publishers)